# Sydafrikas nationalsång
Sedan 1997 har Sydafrikas nationalsång varit en blandning av en ny text på engelska, utdrag ur sången Nkosi Sikelel' iAfrika och den tidigare nationalsången Die stem van Suid-Afrika/The Call of South Africa. Det är den enda nationalsång i världen som inte slutar i samma tonart som den börjar.[källa behövs] Texten är på de vanligaste av Sydafrikas elva officiella språk – xhosa (första strofens två första versrader), zulu (första strofens två sista rader), sesotho (andra strofen), afrikaans (tredje strofen) och engelska (sista strofen).
"Nkosi Sikelel' iAfrika" skrevs 1897 av Enoch Sontonga, lärare i en metodistskola. Den var till en början en psalm, men kom senare att användas som politiskt trots mot apartheidregeringen. "Die Stem van Suid-Afrika” skrevs av C.J. Langenhoven 1918. ”Die Stem” fungerade som alternativ nationalsång vid sidan av God Save the King/Queen från 1936 till 1957 då den blev den enda nationalsången. Sydafrikas regering under Nelson Mandela antog båda sångerna som nationalsånger från 1995 tills de slogs samman 1997 till dagens version.

## Text
| Originaltext | Svensk översättning |
| --- | --- |
| Nkosi sikelel' iAfrika Maluphakanyisw' uphondo lwayo, Yizwa imithandazo yethu, Nkosi sikelela, thina lusapho lwayo.                                  | Gud bevare Afrika må dess ära lyftas högt Hör våra böner, bevare oss Gud, dina barn.                                              |
| Morena boloka setjhaba sa heso, O fedise dintwa le matshwenyeho, O se boloke, O se boloke setjhaba sa heso, Setjhaba sa South Afrika - South Afrika. | Vi ber dig Gud, bevara vårt land, hjälp oss att lösa alla konflikter. Skydda oss, skydda vårt land, landet Sydafrika – Sydafrika. |
| Uit die blou van onse hemel, Uit die diepte van ons see, Oor ons ewige gebergtes, Waar die kranse antwoord gee,                                      | Ur det blåa i vår himmel ifrån djupet i vårt hav över våra eviga berg där klipporna ger svar                                      |
| Sounds the call to come together, And united we shall stand, Let us live and strive for freedom, In South Africa our land.                           | ljuder ropet att förenas och enade skall vi stå. Låt oss leva och verka för frihet i Sydafrika vårt land.                         |